# Sävsundet

Sävsundet är ett sund mellan Sävö och Långö i Nyköpings kommun.
En lotsplats omtalas här 1642 och på 1600-talet uppfördes försvarsskansar på båda sidor om sundet. Inte mycket syns längre av befästningarna, men namnet Skansudden på Långö påminner om den skans som tidigare låg här. I samband med att lotsboställena drogs in och kontantlön infördes flyttade lotsarna på Sävö, Långö och Ringsö till en lotsstation som uppfördes här med fyra boställen. Stationen upphörde 1967 och tillhör numera naturvårdsverket. En krog lär ha funnits här redan på 1600-talet; Sävösunds krogs nuvarande byggnad härrör dock från 1700-talet.
Lotsstationen ligger i en sluttning ned mot en vik, Hamnkroken. Den består av två tvåfamiljshus, ett brygghus samt fyra längor med vardera varsin vedbod, varsin källare, varsitt dass och varsin sjöbod till de fyra lägenheterna. Här finns även en båtslip. Från stationen ledder en trappa med järnräcke upp till vaktstugan på berget varifrån lotsarna höll utkik. Framför stugan är en kompassros inristad. Nedanför vaktstugan ligger ett trähus uppfört som privatbostad av en av lotsarna på 1880-talet. Väster om lotsstationen ytterligare ett bostadshus uppfört på 1940-talet samt ett hus uppfört 1922 av handlaren på ön.